# Shirō Toyoda
Shirō Toyoda (豊田 四郎 Toyoda Shirō?, Kioto, 3 de enero de 1906 – Tokio, 13 de noviembre de 1977) fue un director de cine y guionista japonés que dirigió más de sesenta películas durante su extensa carrera que se prolongó durante más de 50 años. Destacó por sus adaptaciones de alta calidad de obras de muchos escritores japoneses importantes del siglo XX.

## Biografía
Nacido en 1906 en Kioto (Japón), Toyoda se mudó a Tokio después de terminar la escuela secundaria. Al principio, su intención era convertirse en dramaturgo, por lo que estudió escritura de guion con el director de cine pionero Eizō Tanaka. Em 1925, se unió a la sección Kamata de los estudios cinematográficos Shōchiku y trabajó como asistente de dirección con Yasujirō Shimazu, antes de hacer su debut como director en 1929 con la película Irodorareru kuchibiru (彩られる唇). Obligado a seguir trabajando como asistente de dirección, y puesto que no estaba satisfecho con el material que le dieron en Shochiku, se trasladó al estudio independiente Tokyo Hassei Eiga Shisaku (más tarde renombrado como Toho). Allí dirigió la exitosa La joven (1937) y se ganó la reputación de dirigir adaptaciones literarias con un toque humanístico, en particular Uguisu (1938) y Primavera en la isla de los leprosos (1940).
Después del final de la Segunda Guerra Mundial, Toyoda adaptó las obras de escritores como Yasunari Kawabata (Yukiguni, 1957), Kafū Nagai (Bokutō kidan, 1960), Naoya Shiga, Jun'ichirō Tanizaki (Neko to Shōzō to futari no onna, 1956) y Masuji Ibuse (Kigeki: Yōki-na mibōjin, 1964) para sus películas. Obras todas ellas distinguidas por su imaginación visual y su magnífica actuación, que establecieron la reputación de Toyoda como director de actores. Entre las obras más destacadas de esta época se incluyen Los gansos salvajes (1953), Relaciones matrimoniales (1955), Un gato, Shozo y dos mujeres (1956), País de nieve (1957) y La historia de crepúsculo (1960). Trabajando tan de cerca con sus camarógrafos y guionistas como con sus actores, contó con un grupo estable de colaboradores, incluidos los directores de fotografía Kinya Kokura y Mitsuo Miura y el guionista Toshio Yasumi.
Toyoda murió en Tokio en 1977.

## Legado
Las películas de Toyoda se han exhibido repetidamente en el Museo de Arte de Berkeley y el Archivo de Cine del Pacífico como parte de retrospectivas, y tres de sus obras se agregaron a la colección del Museo de Arte Moderno de Nueva York en 1987.

## Filmografía

### Como director
- 1929: Irodorareru kuchibiru
- 1929: Tokai o oyogu onna
- 1930: Yūai kekkon
- 1930: Kokoro ogoreru onna
- 1935: Sannin no josei
- 1936: Tōkyō-Ōsaka tokudane ōrai
- 1936: Ōbantō kobantō

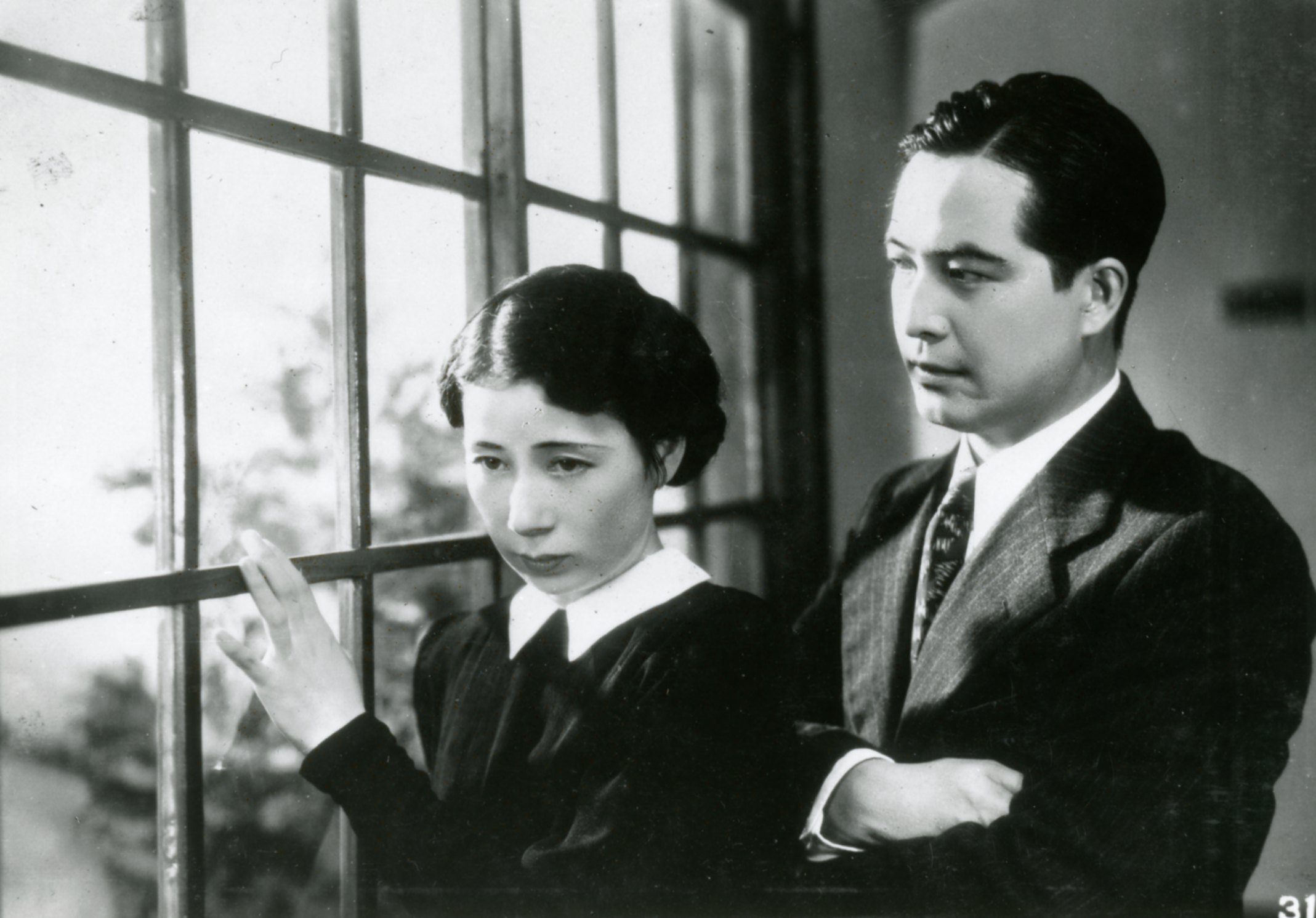
Shizue Natsukawa y Den Obinata en La joven (1937)

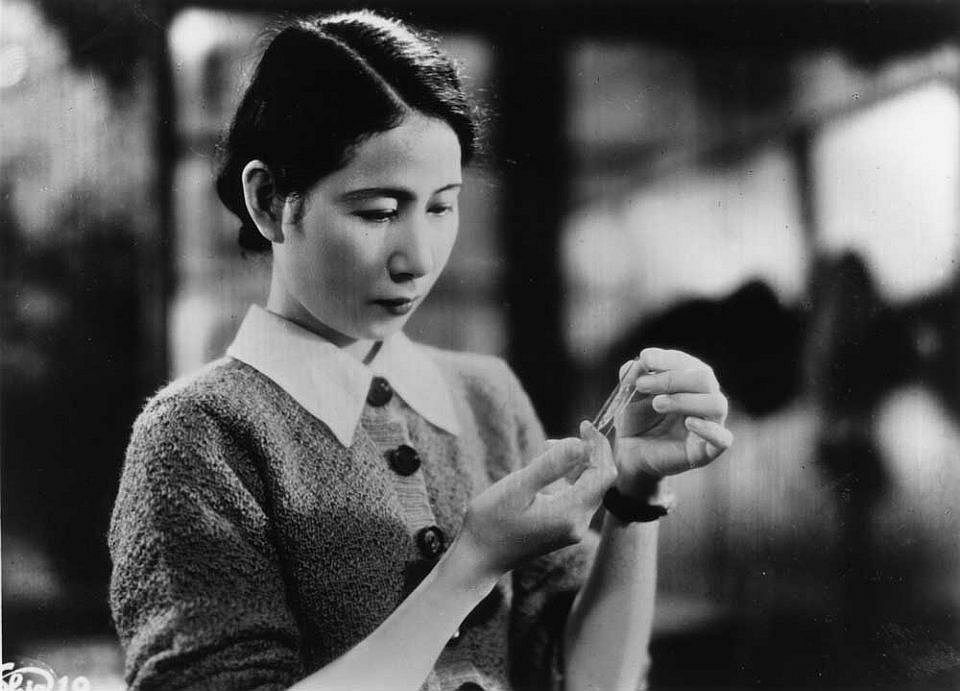
Shizue Natsukawa en Primavera en la isla de los leprosos (1940)

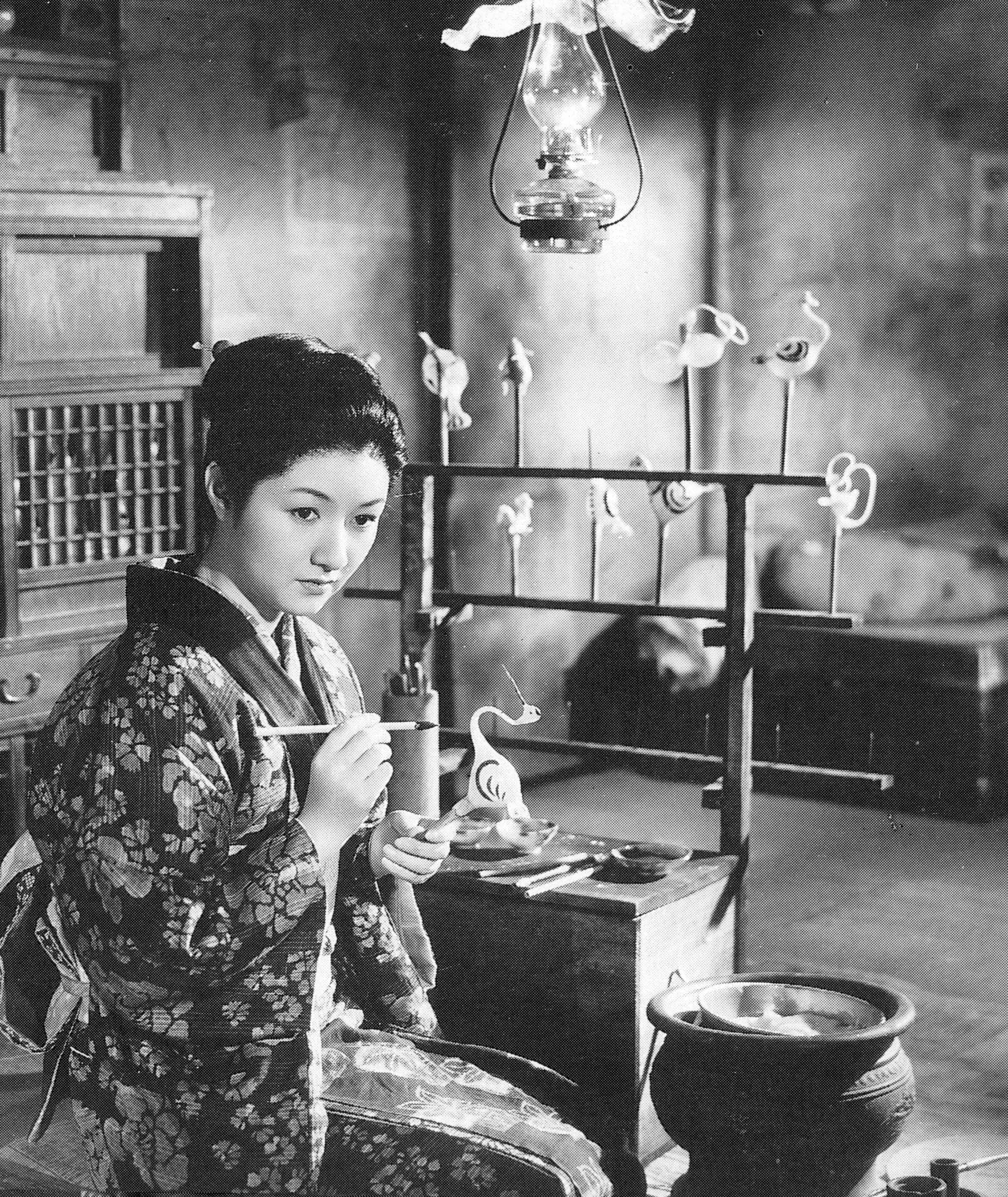
Hideko Takamine en Los gansos salvajes (1953)

- 1936: Kamata Ōfuna sutajio no haru
- 1937: Minato wa uwakikaze
- 1937: Oyake Akahachi
- 1937: La joven (Wakai hito)
- 1937: Jūji hōka
- 1938: Nakimushi kozo
- 1938: Fuyu no yado
- 1938: Uguisu
- 1940: Okumura Ioko
- 1940: Primavera en la isla de los leprosos (Kojima no haru)
- 1940: Ōhinata-mura
- 1941: Waga ai no ki
- 1943: Wakaki sugata
- 1946: Hinoki butai
- 1947: Cuatro historias de amor (Yottsu no koi no monogatari)
- 1948: Waga ai wa yama no kanata ni
- 1949: Hakucho wa kanashikarazuya
- 1950: Onna no shiki
- 1951: Eriko to tomo-ni dai-ichi bu
- 1951: Eriko to tomo-ni dai-ni bu
- 1951: Sekirei no kyoku
- 1952: Kaze futabi
- 1952: Haru no sasayaki
- 1953: Los gansos salvajes (Gan)
- 1954: Aru onna
- 1955: El silbato de la hierba, también conocido como El amor nunca falla (Mugibue)
- 1955: Relaciones matrimoniales (Meoto zenzai)
- 1956: La leyenda de la serpiente blanca (Byaku fujin no yoren)
- 1956: Un gato, Shozo y dos mujeres (Neko to Shozo to futari no onna)
- 1957: País de nieve (Yukiguni)
- 1957: Calma vespertina (Yūnagi)
- 1958: Makeraremasen katsumadewa
- 1958: Las vacaciones del hotelero (Kigeki ekimae ryokan)
- 1959: Una flor nunca se marchita (Hana noren)
- 1959: Dansei shiiku hō
- 1959: Peregrinación nocturna (An'ya kōro)
- 1960: Chinpindō shujin
- 1960: La historia de crepúsculo (Bokuto kidan)
- 1961: La mansión del diplomático (Tokyo yawa)
- 1962: Hasta que llegue mañana (Ashita aru kagiri)
- 1962: Ika naru hoshi no moto ni
- 1963: Madame Aki (Yushu heiya)
- 1963: La historia de la criada (Daidokoro taiheiki)
- 1963: Shin meoto zenzai
- 1964: Kigeki yōki-na mibōjin
- 1964: Dulce sudor (Amai ase)
- 1965: Nami kage
- 1965: Ilusión de sangre (Yotsuya kaidan)
- 1965: Cuento de un carpintero (Daiku taiheki)
- 1967: Río de la eternidad (Chikumagawa zesshō)
- 1967: Kigeki ekimae hyakku-nen
- 1968: Kigeki ekimae kaiun
- 1969: Retrato del infierno (Jigoku-hen)
- 1973: Los años del crepúsculo (Kōkotsu no hito)
- 1976: Tsuma to onna no aida

### Como guionista
- 1925: Yū no kane (夕の鐘)
- 1925: Aisai no himitsu (愛妻の秘密)
- 1926: Fukumen no kage (覆面の影)
- 1926: Mankō (万公)
- 1927: Koi o hirotta otoko (恋を拾った男)
- 1928: Yowaki hitobito (弱き人々) coguionista
- 1928: Shin'ya no okyaku (深夜のお客) coguionista
- 1936: Ipponto dohyo-iri (一本刀土俵入)

### Como actor
- 1952: Kin no tamago: Golden girl (金の卵: Golden girl)

## Premios y nominaciones
- Premios Kinema Junpō
  - 1941 – Mejor película por Kojima no haru[10]
- Festival Internacional de Cine de Venecia
  - 1955 – Nominada al León de Oro por Gan[11]
- Festival Internacional de Cine de Berlín
  - 1956 – Mención honorífica por el uso del color por Byaku fujin no yoren
  - 1956 – Nominada al Oso de oro por Byaku fujin no yoren[12]
- Premios Blue Ribbon
  - 1956 – Mejor director por Meoto zenzai[13]
- Festival de Cine de Cannes
  - 1958 – Nominada a la Palma de oro por Yukiguni[14][8][15]